# Круїз
Круї́з (англ. cruise) — морська подорож, зазвичай — по замкнутому колу з поїздками із портів у внутрішні райони країн (наприклад, круїз довкола Європи).

## Історія
Початок морського туризму відносять до середини XIX століття, коли судноплавні компанії, що здійснювали перевезення емігрантів з Європи до Америки, почали шукати варіанти наповнення пасажирами своїх рейсів з Америки до Європи, які були напівпорожніми.
Одні з перших повідомлень про спеціально організовані рейси морських пасажирських суден з метою відпочинку відносяться до 1835 року, коли в Англії були оголошені регулярні прогулянкові рейси між північними островами Британії і Ісландією. Згодом комфортність морських подорожей підвищилась: почали використовувати електрику, будувати просторіші палуби, організовувати розваги на борту. У 1867 році колісний пароплав «Квакер Сіті» відплив у морський круїз з Нью-Йорка до Європи і Палестини. Серед пасажирів був і письменник Марк Твен, який в книзі «Простаки за кордоном» залишив детальний звіт про подорож.
У 1881 році судноплавна компанія Peninsular & Oriental Steam Navigating Company, скорочено P&О, переобладнала свій лайнер «Цейлон» в круїзне судно. Він вважається першим круїзним кораблем в історії, призначений виключно для морських розважальних подорожей.

### Круїзи в СРСР
У СРСР найбільшу популярність мали річкові круїзи по Дніпру, Волзі та їх притокам, по Чорному морю. Путівки поширювалися через профспілкові організації і діставалися громадянам СРСР значно дешевше за їх реальну вартість. Багато круїзів були частиною ідеологічного виховання в СРСР, оскільки проходили, наприклад, місцями життя і роботи Леніна (Ульяновськ—Казань—Горький); місцями грандіозних будівництв (канал імені Москви—Волго-Дон—Волго-Балт).
Ряд туристських маршрутів мали унікальний характер, наприклад, транссоюзний залізничний круїз: Владивосток—міста Сибіру—Москва—Ленінград—Рига—Таллінн—Вільнюс—Київ—Крим—Кавказ—через Каспійське море (поромом)—столиці республік Середньої Азії—Владивосток (подорож тривала 30 днів); авіаційний: Москва—Хабаровськ—Владивосток—Путятин—Камчатка (Долина гейзерів—вулкан Гримучий—Петропавловськ)—Москва; морський: Мурманськ—Північний Льодовитий океан—Дудінка (Норильськ)—Мурманськ.
З початком перебудови колишні туристичні маршрути втратили своє значення.

## Сучасність

### Українські круїзні компанії
До подій 2014 року українські круїзні компанії пропонували цілий ряд круїзів:
- Річками (круїзи Дніпром, Дунайські круїзи, круїзи Волгою та іншим річками Європи і світу).
- Круїзи країнами (Туреччина, Австралія і Нова Зеландія, Австралія і Океанія, Аляска, Гаваї, Карибські круїзи, Панамський канал, Північна Європа, круїзи по Скандинавії, круїзи Середземним морем та інші).

Українські перевізники пропонують кілька власних варіантів круїзів на теплоходах:
- Одеса—Ялта—Сочі—Стамбул—Одеса.
- Київ—Севастополь—Вилкове—Одеса (і навпаки).
- Київ—Севастополь—Одеса (і навпаки).

## Морські круїзи
Морські круїзи здійснюються у всіх регіонах світу в залежності від популярності та погодних умов. 

### Морські круїзи з портів України
До 2014 року кількість круїзних лайнерів що заходили в українські порти (Одеса, Ялта, Севастополь) постійно росла. Деякі круїзні компанії почали розглядати порт Одеса для старту своїх подорожей. Але після агресії проти України, захоплення територій та проведення військових дій на території країни вимушені були відмовитися від заходів в українські порти. Це зумовленно тим, що круїзні компанії завжди ставлять на перше місце безпеку своїх пасажирів. 

## Замовити круїз
- Цілодобова консультація для громадян України по всім круїзам [Архівовано 27 грудня 2016 у Wayback Machine.][1]
- Морські круїзи з українськими групами

1. ↑  Підбір та бронювання морських та річкових круїзів. Вартість круїзу для Вас ніколи не буде вищою ніж на офіційному сайті круїзної компанії. |. 4gates.com.ua. Архів оригіналу за 14 грудня 2016. Процитовано 20 грудня 2016.